# Championnat d'Écosse de football 1979-1980
Navigation
Édition précédente Édition suivante
La 83e édition du championnat d'Écosse de football est remportée par le Aberdeen Football Club. C’est le 2e titre de champion du club du Nord de l’Écosse. Il inaugure la période la plus faste de l’histoire du club avec trois titres de champions et une coupe d’Europe. Aberdeen l’emporte avec un point d’avance sur Celtic FC. Saint Mirren complète le podium.
Le système de promotion/relégation reste en place : descente et montée automatique, sans matchs de barrage pour les deux derniers de première division et les deux premiers de deuxième division. Dundee FC et Hibernian FC descendent en deuxième division. Ils sont remplacés pour la saison 1980/81 par Heart of Midlothian et Airdrieonians.
Avec 25 buts marqués en 36 matchs, Doug Somner du Saint Mirren Football Club remporte pour la première fois le classement des meilleurs buteurs du championnat.

## Les clubs de l'édition 1979-1980
| \| Aberdeen FC Glasgow · Celtic - Rangers-Partick Thistle FC Dundee · Dundee FC - Dundee United Hibernian FC Saint Mirren Greenock Morton Kilmarnock FC \| Localisation des clubs engagés dans le championnat. |
| Aberdeen FC Glasgow · Celtic - Rangers-Partick Thistle FC Dundee · Dundee FC - Dundee United Hibernian FC Saint Mirren Greenock Morton Kilmarnock FC                                                           |

| Club                          | Ville      |
| ----------------------------- | ---------- |
| Aberdeen Football Club        | Aberdeen   |
| Celtic Football Club          | Glasgow    |
| Dundee Football Club          | Dundee     |
| Dundee United Football Club   | Dundee     |
| Greenock Morton Football Club | Greenock   |
| Hibernian Football Club       | Leith      |
| Kilmarnock Football Club      | Kilmarnock |
| Partick Thistle Football Club | Glasgow    |
| Rangers Football Club         | Glasgow    |
| Saint Mirren Football Club    | Paisley    |

## Compétition

### Classement
Le classement est établi sur le barème de points classique (victoire à 2 points, match nul à 1, défaite à 0).
| Rang | Équipe             | Pts | J  | G  | N  | P  | Bp | Bc | Diff |
| ---- | ------------------ | --- | -- | -- | -- | -- | -- | -- | ---- |
| 1    | Aberdeen FC        | 48  | 36 | 19 | 10 | 7  | 68 | 36 | +32  |
| 2    | Celtic FC T+C      | 47  | 36 | 18 | 11 | 7  | 61 | 38 | +23  |
| 3    | Saint Mirren       | 42  | 36 | 15 | 12 | 9  | 56 | 49 | +7   |
| 4    | Dundee United      | 37  | 36 | 12 | 13 | 11 | 43 | 30 | +13  |
| 5    | Rangers FC         | 37  | 36 | 15 | 7  | 14 | 50 | 46 | +4   |
| 6    | Greenock Morton    | 36  | 36 | 14 | 8  | 14 | 51 | 46 | +5   |
| 7    | Partick Thistle FC | 36  | 36 | 11 | 14 | 11 | 43 | 47 | -4   |
| 8    | Kilmarnock FC P    | 33  | 36 | 11 | 11 | 14 | 36 | 52 | -16  |
| 9    | Dundee FC P        | 26  | 36 | 10 | 6  | 20 | 47 | 73 | -26  |
| 10   | Hibernian FC       | 18  | 36 | 6  | 6  | 24 | 29 | 67 | -38  |

| Légende : Qualifications et relégations | Légende : Qualifications et relégations                                        |
| --------------------------------------- | ------------------------------------------------------------------------------ |
|                                         | Coupe d'Europe des Clubs champions 1980-1981                                   |
|                                         | Coupe d'Europe des vainqueurs de coupe 1980-1981                               |
|                                         | Coupe UEFA 1980-1981                                                           |
|                                         | Relégation en deuxième division                                                |
|                                         | T : Tenant du titre C : Vainqueurs de la Coupe d'Écosse de football P : Promus |

## Bilan de la saison
| Tableau d'Honneur                |             |
| Compétition                      | Vainqueur   |
| Championnat d'Écosse de football | Aberdeen FC |
| Coupe d'Écosse de football       | Celtic FC   |

| Promotions et relégations |                                   |
| Promus                    | Heart of Midlothian Airdrieonians |
| Relégués                  | Dundee FC Hibernian FC            |

## Statistiques

### Meilleur buteur
- Doug Somner, Saint Mirren Football Club 25 buts